# Мирний (антарктична станція)
«Ми́рний» (рос. Мирный) — перша радянська (зараз російська) антарктична наукова станція. Названа на честь шлюпа «Мирний» — одного з кораблів антарктичного навколосвітнього плавання 1819–1821.
Відкрита 13 лютого 1956 учасниками першої радянської антарктичної експедиції. До 1971 року станція була головною базою радянських досліджень в Антарктиді. Має сухопутне сполучення зі станцією «Восток» та забезпечує життєдіяльність останньої.

## Розташування
Станція «Мирний» розташована на березі моря Дейвіса на півострові Мирний. Висота станції над рівнем моря становить 35 м. Берег материка являє собою сніжно-льодовий бар'єр висотою 15-20 м над рівнем моря.

## Клімат
Температура на станції рідко підіймається вище позначки 0 °C. Середньорічна температура повітря −11,3 °C, максимальна +6,8 °C, мінімальна −40,3 °C.
В районі станції спостерігаються часті хуртовини, сильні вітри східно-південно-східного напрямку. Середня швидкість вітру становить 11,2 м/с, максимальна — близько 56 м/с. В середньому в районі обсерваторії налічується 204 дня, коли швидкість вітру перевищує 15 м/с. Максимальна кількість днів з штормовими вітрами становить 274 дні на рік. Шторми на станції тривають від кількох годин до кількох тижнів. Максимальна тривалість шторму, зафіксовану на станції, становить 220 годин. Протягом 20-25 діб на станції спостерігаються урагани.
Середній рівень опадів становить 400 мм. Найбільше опадів випадає в зимовий період, найменше — в грудні та січні. В середньому кількість днів з опадами становить 146 днів на рік.

## Події
22 червня 2020 року повідомлено про велику пожежу на станції. Згоріли декілька лабораторій, зокрема «Будинок радіо» згорів повністю. Серед втрат: метеокабінет, кабінет аерології, лабораторія Фізичного інституту Академії наук (ФІАН) програми стратосферного зондування космічних променів, серверна, гідрометеорологічна лабораторія і радіорубка"

## Дослідницька діяльність
На станції було збудовано 20 споруд, у тому числі магнітний, сейсмічний та аерологічний павільйони, геофізичну, геологічну, гляціологічну, аерофотограметричну, аерологічну, гравіметричну лабораторії, радіостанцію, що має прямий зв'язок із Москвою. На станції ведуться метеорологічні, геофізичні, аерологічні та інші спостереження, дослідження природи полярних сяйв, космічних променів тощо.